# Ambewadi, Khanapur
Ambewadi là một làng thuộc tehsil Khanapur, huyện Belgaum, bang Karnataka, Ấn Độ.